# Уорд, Эдвард
Эдвард Мэттью Уорд (англ. Edward Matthew Ward; 1816—1879) — английский художник Викторианской эпохи, известный своими фресками в Вестминстерском дворце, изображающими эпизоды в истории Великобритании от Английской до Славной революции.

## Биография
Родился 14 июля 1816 года в лондонском районе Пимлико.
Уже в юности он создал иллюстрации к известной книге Rejected Addresses, написанной его дядей — Джеймсом Смитом. Также создал иллюстрации для газеты Вашингтона Ирвинга. В 1830 году он получил награду «серебряная палитра» от общества Royal Society of Arts. При поддержке Дэвида Уилки и Фрэнсиса Чантри он стал студентом Королевской академии художеств. В 1836 году Уорд отправился в Рим, где в 1838 году завоевал серебряную медаль Академии Святого Луки за свою работу Cimabue and Giotto, которая в следующем году выставлялась в Королевской академии.

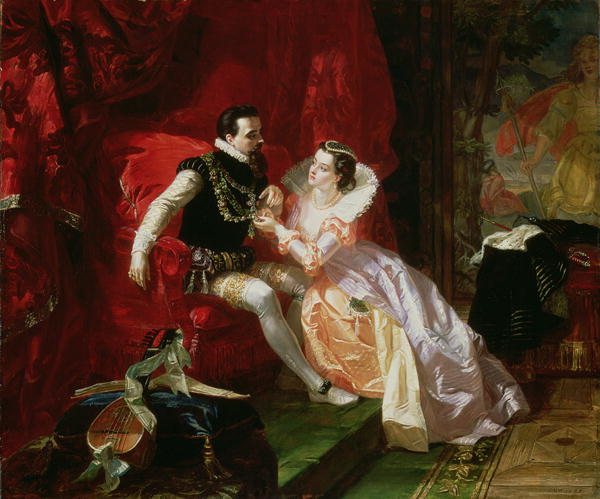
Leicester and Amy Robsart at Cumnor Hall, 1866 год

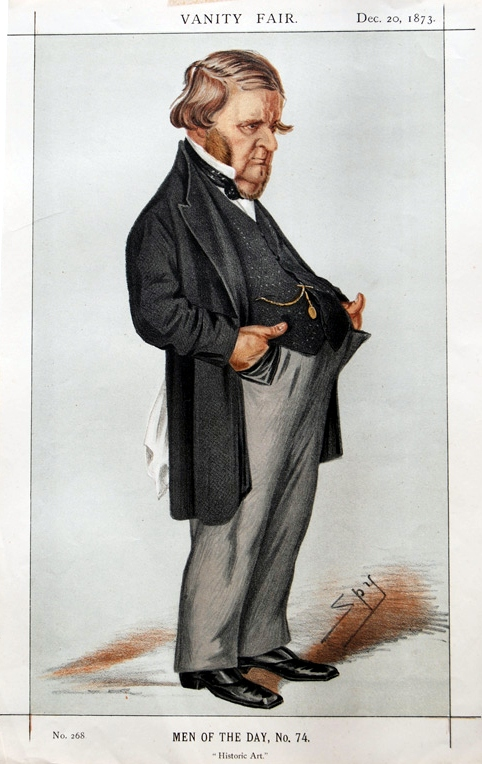
Эдвард Уорд на карикатуре своего сына

Еще во время учебы в академии, Уорд стал членом группы художников «Клика», возглавляемой Ричард Даддом. Как и другие члены этого объединения, Уорд считал себя последователем Хогарта и Уилки — многие его ранние картины XVIII века были в стиле Хогарта. В этот же период времени он написал под влиянием своего друга — историка Томаса Маколея — эпизоды из истории Англии XVII века. Также создал картины из истории Французской революции. В 1843 году он участвовал в конкурсе картин в Вестминстерском дворце, но призёром не стал.
В 1850-х годах Уорд вступил в конфликт с прерафаэлитами, особенно с Джоном Милле. Картина Уорда Charlotte Corday победила картину Ophelia за приз в Ливерпуле, вызвав много споров в свое время. Хотя Уорд не выиграл в своё время приз в Вестминстерском дворце, ему было поручено написать восемь сцен в коридоре, ведущем в Палату общин.
Уорд продолжал работать на протяжении 1860-х годов. Но в конце 1870-х стал страдать тяжелой болезнью и депрессией. 10 января 1879 года он был найден в бредовом состоянии на полу своей гардеробной с порезанным бритвой горлом. Умер 15 января 1879 года в своём доме в Виндзоре. Проведённое расследование определило, что он покончил с собой в момент временного помешательства.

## Семья
В 1843 году Эдвард Уорд познакомился с 11-летней Генриеттой Уорд, имеющей одинаковую с ним фамилию. Они поженились тайно в мае 1848 года, после побега, который им организовал друг Эдварда Уилки Коллинз, позже положивший этот случай в основу своего романа Basil. Мать Генриетты никогда не простила бегство дочери и лишила ее наследства.
Генриетта тоже стала успешным художником, а после смерти мужа — известным учителем искусства. Она написала две книги автобиографических мемуаров об их совместной жизни.
Их сын Лесли Уорд стал популярным карикатуристом.